# Voveriškiai (przystanek kolejowy)
Voveriškiai (ros. Вовяришкяй) – przystanek kolejowy w miejscowości Toliočiai, w rejonie szawelskim, w okręgu szawelskim, na Litwie. Położony jest na linii Szawle – Kretynga.